# 馬拉喀什-邁納拉機場
马拉喀什-迈纳拉国际机场（阿拉伯文：‎）是摩洛哥王国马拉喀什的国际机场，是该国仅次于达尔贝达穆罕默德五世国际机场的第二大机场，以该城的著名景点迈纳拉公园得名。